# سيغنس سولوشنز
سيغنس سولوشنز (بالإنجليزية: Cygnus Solutions)‏ هي شركة توفر دعم فني مدفوع للبرمجيات الحرة تأسست سنة 1989 من طرف مايكل هيتمان جون جيلمور ودافيد هانكل-والس. شعار الشركة: جعل البرمجيات الحرّة في المتناول. وهي أول شركة تستثمر في مجال البرمجيات الحرّة.
أحد أهم منتجات الشركة هو سيج وين، محاكي أنظمة يونكس على مايكروسوفت ويندوز. و أيضا نظام التشغيل إي كوس، نظام تشغيل الوقت الحقيقي.

## الاندماج مع ريدهات
في سنة 1999 أعلن عن اندماج الشركة مع ريدهات، وانهارت تماما كشركة منفصلة في سنة 2000 لا يزال مايكل هيتمان يعمل في ريدهات إلى اليوم.